# Zeche Neuglück & Stettin
Die Zeche Neuglück & Stettin in Witten-Muttental ist ein ehemaliges Steinkohlenbergwerk. Das Bergwerk war auch unter dem Namen Zeche Stettin & Neuglück bekannt. Es befand sich gemäß der Niemeyerschen Karte im Stadtforst Muttental im Bereich der heutigen Feuerwache und westlich der heutigen Berghauser Straße. Der Stollen Stettin ist heute Bestandteil des Bergbauwanderweges Muttental.

## Geschichte

### Die Anfänge
Ab dem Jahr 1758 war das Bergwerk unter dem Namen Zeche Neuglück, auch Zeche Neue Glück oder Zeche Neuglück Gerichts Herbede genannt, in Betrieb. Im Jahr 1770 wurde eine Mutung auf die Flöze Mausegatt und Mausegatt Unterbank eingelegt. Als Muter traten auf Johann Caspar Dürholt, Johann Peter Kickut und Peter Caspar Hilby. Die Muter begehrten ein Grubenfeld mit der Größe einer Fundgrube und 20 Maaßen. Bis zur Inaugenscheinnahme wurde den Mutern jedwede Kohlenförderung untersagt. Am 28. August desselben Jahres beauftragte das Bergamt den Bergmeister Heintzmann die Inaugenscheinnahme zu veranlassen. Über den Auftrag des Bergamtes wurden die Muter am 31. August desselben Jahres informiert. Am 21. November desselben Jahres fand die Inaugenscheinnahme statt. Am 12. Dezember des Jahres 1770 waren als Gewerken Johann Caspar Dürholt, Johann Peter Kickut und Peter Caspar Hyby in die Unterlagen des Bergamtes eingetragen. Am 11. März des Jahres 1772 wurde die Belehnung per Reskript aus Berlin befürwortet, zeitgleich wurde die Konzession erteilt. Am 8. Mai des Jahres 1772 wurde das Längenfeld Neuglück & Stettin für den Abbau im Flöz Mausegatt verliehen. Belehnt wurde ein Grubenfeld mit einer nach Westen streichenden Kohlenbank. Das Feld hatte die Größe einer Fundgrube und 20 Maaßen. Das belehnte Grubenfeld reichte vom Muttental bis zum Hardensteiner Tal. Im Jahr 1787 wurde das Bergwerk in der Niemeyerschen Karte eingetragen. Es wurde ein Stollen in westlicher Richtung aufgefahren. Nachdem das Bergwerk einige Jahre im geringen Umfang betrieben worden war, entzog das Bergamt den Gewerken die Abbaugenehmigung. Der Grund für diese Maßnahme lag in den beiden Flözen Anclam und Ankunft. Diese beiden Flöze lagen oberhalb von Mausegatt und Mausegatt Unterbank und mussten auf Anweisung des Bergamtes zuerst abgebaut werden. Ab dem Jahr 1796 wurde das Bergwerk stillgelegt. Dieser Zustand dauerte an bis ins 19. Jahrhundert. Im Jahr 1811 erreichte der St.-Johannes-Erbstollen das Grubenfeld des Bergwerks.

### Die weiteren Jahre
Im Jahr 1824 wurde das Bergwerk unter dem neuen Namen Zeche Neuglück & Stettin wieder in Betrieb genommen. Mittlerweile war der Stollen soweit aufgefahren worden, dass die Bewetterung durch einen Schacht verbessert werden musste. Im November desselben Jahres wurde begonnen, den Schacht Wilhelm zu teufen. Der Schacht wurde tonnlägig im Flöz abgeteuft. Für die Schachtförderung wurde Schacht Wilhelm zunächst mit einem Haspel ausgerüstet. Unter bestimmten Witterungsbedingungen kam es in den Grubenbauen zu einem Wetterwechsel. Im Jahr 1825 wurde das Grubenfeld ausgerichtet und noch im selben Jahr wurde mit dem Abbau begonnen. Die Förderung der abgebauten Kohlen erfolgte über einen Stollen ins Muttental. Dieser Stollen befand sich westlich des Muttenbachs. Der Stollen wurde weiter im Flöz Mausegatt aufgefahren. Im Jahr 1830 wurde der Schacht Wilhelm tiefer geteuft. Im Jahr 1835 reichte der Göpelschacht Wilhelm bis zur Stollensohle des St. Johannes Erbstollen. Der Schacht hatte nun eine Teufe von 57 Lachtern. Noch im selben Jahr wurde der Schacht Wilhelm mit einem Göpel ausgerüstet. Die geförderten Kohlen wurden über Tage von Fuhrleuten bis ins Bergische Land transportiert. Um die Fuhrleute zu versorgen, wurde in der Nähe des Bergwerks das Gasthaus „Zur alten Tür“ erbaut.
Die Wasserlösung erfolgte nun über den St. Johannes Erbstollen. Noch im selben Jahr wurde die Förderung über den Stollen ins Muttental eingestellt. Ab dem Jahr 1836 erfolgte die Förderung für mehrere Jahre im Schacht Gerhard. Der Schacht Gerhard befand sich 300 Meter östlich von Schacht Wilhelm und war tonnlägig bis zur Erbstollensohle abgeteuft worden. Der Schacht Gerhard war ebenfalls mit einem Göpel ausgerüstet. Im Jahr 1843 waren die Kohlenvorräte am Schacht Wilhelm abgebaut. Im Jahr 1850 wurde das Bergwerk stillgelegt. Der Pferdegöpel von Schacht Gerhard wurde demontiert und anschließend verkauft. In der Zeit vom 29. Mai des Jahres 1854 bis zum 18. Oktober des Jahres 1856 konsolidierte die Zeche Neuglück & Stettin unterhalb der Erbstollensohle des St. Johannes Erbstollens zur Zeche Herberholz. Zweck dieser Konsolidation war der Übergang zum Tiefbau.
Am 2. November des Jahres 1926 wurde das Bergwerk in Betrieb genommen. Zweck dieser Wiederinbetriebnahme war der Restabbau der Lagerstätte oberhalb der Erbstollensohle des St. Johannes Erbstollens. Noch im selben Jahr wurden die beiden Schächte Paul und Hugo abgeteuft. Beide Schächte wurden mit einer Teufe von 35 Metern abgeteuft. Zusätzlich waren noch zwei Stollen in Betrieb.
Im Jahr 1934 wurde die Zeche Neuglück & Stettin erneut stillgelegt. Am 9. April desselben Jahres erfolgte die knappschaftliche Abmeldung. Noch im selben Jahr wurden sämtliche Tagesöffnungen verschlossen, der tonnlägige Schacht wurde verfüllt. Nach dem Zweiten Weltkrieg wurde im Grubenfeld durch die Kleinzeche Zeche Neuglück II noch für einige Jahre Restabbau betrieben.

## Förderung und Belegschaft
Die ersten Förderzahlen stammen aus dem Jahr 1830, es wurde eine Förderung von 1836 Tonnen Steinkohle erbracht. Im Jahr 1835 betrug die Förderung 2514 Tonnen Steinkohle. Im Jahr 1840 wurden 3216 Tonnen Steinkohle gefördert. Die ersten Belegschaftszahlen stammen aus dem Jahr 1845, es waren zwischen 9 und 16 Bergleute auf dem Bergwerk angelegt, die eine Förderung von 37.024 Scheffeln Steinkohle erbrachten. Im Jahr 1847 waren zwischen acht und elf Bergleute auf dem Bergwerk angelegt, die Förderung betrug in diesem Jahr 31.672 Scheffel Steinkohle. Im Jahr 1926 erbrachte ein Bergmann eine Förderung von 228 Tonnen Steinkohle. Im Jahr 1929 wurden von elf Bergleuten 3410 Tonnen Steinkohle gefördert, dies war zugleich die maximale Förderung des Bergwerks. Im Jahr 1930 förderten fünf Bergleute 944 Tonnen Steinkohle. Die letzten bekannten Förder- und Belegschaftszahlen des Bergwerks stammen aus dem Jahr 1934, es wurden mit vier Bergleuten eine Förderung von 945 Tonnen Steinkohle erbracht.